# ویلیام گرگور
ویلیام گرگور (انگلیسی: William Gregor؛ زاده ۲۵ دسامبر ۱۷۶۱ درگذشته ۱۱ ژوئن ۱۸۱۷ (۵۵ سال)) یک دانشمند در زمینه کانی‌شناسی اهل بریتانیا بود.